# 荒井正昭
荒井 正昭（あらい まさあき、1965年10月29日 - ）は、日本の実業家。オープンハウスグループ創業者兼代表取締役社長。群馬県太田市出身。

## 来歴
群馬県太田市出身。群馬県立桐生南高等学校卒業後、2年間浪人生活を送るが、結局大学へは進学断念。その後、司法書士を志し、専門学校への入学資金を稼ぐために不動産会社に入社することを決める。
1987年10月、不動産仲介会社ユニハウスに入社し、10年間営業職として勤務。1997年9月、同僚とともに独立し株式会社オープンハウスを創業し、代表取締役社長に就任。 「東京に家を持とう」のキャッチフレーズのもと、都心の利便性の高い立地の住宅を手頃な価格で提供するビジネスモデルを考案。また、「泥臭い営業×デジタルの融合」というビジネス戦略で同社を大企業にまで育て上げた。この戦略により、同社は急速な成長を遂げ、2013年には東京証券取引所第一部に上場を果たした。
2020年、東洋経済の『配当含む｢年収1億円超｣経営者ランキング500』で、配当収入や役員報酬合わせた額が30億2,400万円であることが報じられた。これは、ファーストリテイリングの柳井正、ソフトバンクの孫正義に次いで国内3位にあたる金額であった。一方で、庶民的な金銭感覚を忘れておらず、オープンハウス社で社長室長を務めた部下によると、マクドナルドやスーパーの割引寿司を買うことがあり、ゴルフはせず、夜の付き合いもほとんどしないと言う。
2025年3月31日、オープンハウスグループ社のプレスリリースにて、同年10月を持って代表取締役を退任することを発表。退任理由は「さらに当社グループが飛躍するためには私以外の経営幹部がもう一段、二段上の役割を担えるようになる必要がある（中略）自身の気力・体力ともに十分なうちに、既存事業について現経営陣にさらなる権限の委譲を行い、私自身は経営陣のサポートや次世代リーダーの育成に専念するとともに、新たな経営戦略・成長戦略の企画立案に注力する（後略）」としている。退任後は取締役Founder/筆頭株主として引き続き同社の経営に関与する。

### 人物評
- 一橋ビジネススクール国際企業戦略専攻（ICS)教授の楠木建は、荒井について、『久々に現れた戦国大名、非常にアグレッシブな経営者』と評しており、『織田信長と豊臣秀吉と徳川家康を足して、3で割らないタイプ』と表現[2]。楠木は後に、『社長は織田信長と豊臣秀吉と徳川家康と明智光秀を足して4で割らずに×2したタイプ』と言い換えつつ、『（荒井を中心に）半径50mがそこだけ昭和の高度経済成長期』と評した[3]。

### 語録
- 『楽な会社なんて言ったことない。自分で選んで入ったんだろ？奴隷みたく連れてこられた奴いるか？自分で選んだのに泣き言言うな！』[3]
- 『下からの評価の方が厳しい、上司ができないと舐められる、まずは自分でやれ！』[3]
- 『気を抜いたら取り戻すのに3日はかかる。』[3]
- 『土日に休んでる奴らに負けたら悔しいだろ。』[3]
- 『趣味？ねーよ仕事だろ、一番長い時間費やしてんだから、それが楽しくなかったら人生楽しくねーだろ。』[3]

## 経歴
- 1965年10月29日、群馬県新田郡藪塚本町（現太田市）で生まれる。群馬県立桐生南高等学校卒業後、東京都でアルバイト生活を送る[4]。父親も地元で不動産会社を経営していた。
- 1987年10月、ユニハウス入社。10年間営業を担当。
- 1997年9月、オープンハウスを東京都渋谷区に設立、代表取締役社長就任。
- 2013年9月、東京証券取引所第一部に上場。
- 2019年6月、地元のプロバスケットボールクラブ、群馬クレインサンダーズ会長に就任[5]。
- 2022年1月、株式会社オープンハウスが株式会社オープンハウスグループ（持株会社）に商号変更。代表取締役社長就任。

## 資産
- 2019年、フォーブスの日本の富豪49位。資産は1,030億円[6]。
- 2020年、フォーブスの日本の富豪37位。資産は1,120億円[6]。
- 2020年、東洋経済の『配当含む｢年収1億円超｣経営者ランキング500』で、配当収入や役員報酬合わせた額が30億2,400万円であることが報じられた。これは、ファーストリテイリングの柳井正、ソフトバンクの孫正義に次いで国内3位にあたる金額であった[7]。
- 2021年、フォーブスの日本の富豪23位。資産は2,530億円[6]。
- 2022年、フォーブスの日本の富豪24位。資産は2,460億円[6]。
- 2023年、フォーブスの日本の富豪24位。資産は2,810億円[6]。
- 2024年、フォーブスの日本の富豪31位。資産は2,340億円[6]。

### 役員報酬
- 2016年9月期 - 1億6,200万円（従業員平均年収：655万円、従業員数：422名）[8]
- 2017年9月期 - 1億9,800万円（従業員平均年収：654万円、従業員数：508名）[8]
- 2018年9月期 - 2億4,000万円（従業員平均年収：635万円、従業員数：675名）[8]
- 2019年9月期 - 3億円（従業員平均年収：642万円、従業員数：825名）[8]
- 2020年9月期 - 3億3,200万円（従業員平均年収：655万円、従業員数：918名）[8]
- 2021年9月期 - 3億9,600万円（従業員平均年収：644万円、従業員数：1,089名）[8]
- 2022年9月期 - 4億5,600万円（従業員平均年収：697万円、従業員数：215名）[8]
- 2023年9月期 - 5億7,300万円（従業員平均年収：732万円、従業員数：249名）[8]
- 2024年9月期 - 6億7,200万円（従業員平均年収：932万円、従業員数：284名）[8]

上記は役員報酬のみであり、配当収入は含めていない。2022年9月期以降、従業員平均年収が大幅に上昇しているが、持株会社化にともなう従業員数の減少と荒井自身の高額な役員報酬による影響が大きい。

## 社会貢献・慈善活動

### 教育・スポーツ・文化支援
- 2019年6月、プロバスケットボールチーム「群馬クレインサンダーズ」に資本参加し同チームの会長に就任。[9]
- 2019年11月、京都市の文化芸術活動へ1千万円を寄付。[10]
- 2021年11月、自身の出身地である太田市へ5億円の寄付。また、内訳は、小中学校の就学費用支援の指定寄付が2億円、ふるさと納税が3億円。[11]。
- 2022年12月、出身校・桐生南高校の所在地である桐生市へ2億円の寄付をした。内訳は、野球を軸にしたまちづくりを進める官民連携の「球都桐生プロジェクト」に1億5000万円、子どもの就学援助制度に5000万円[12]。

## 問題
- 荒井が創業したオープンハウスグループは、幹部社員によるパワハラ、施工不良、特殊詐欺容疑による現役社員の逮捕といった様々な不祥事・事件が報じられている。

## 受賞歴
- 2020年 - 紺綬褒章飾版[13]